# حجت‌الله صیدی
حجت‌الله صیدی (زادهٔ ۱۳۴۶، زنجان) معاون وزیر امور اقتصادی و دارایی و رئیس سازمان بورس و اوراق بهادار (از ۲۰ شهریور ۱۴۰۳) است. 
وی دانش‌آموخته کارشناسی، کارشناسی‌ارشد و دکتری حسابداری از دانشگاه علامه طباطبایی است؛ و پیش از این نیز مدیرعامل بانک صادرات ایران، مدیرعامل شرکت سرمایه‌گذاری خوارزمی، قائم‌مقام مدیرعامل شرکت سرمایه‌گذاری غدیر، نایب رئیس هیأت‌مدیره شرکت ایران خودرو، عضو شورای عالی انجمن حسابداران خبره ایران و عضو هیات مدیره انجمن مدیران مالی حرفه‌ای ایران بوده است. 